# Dar Lebbadi
Dar Lebbadi (Casa Lebbadi) es una casa histórica en la Médina de Tetuán. 
Está clasificada como patromonio nacional marroquí y la Medina es clasificada como patrimonio mundial de la UNESCO.
Está situada en la calle Jenoui en el barrio El Balad.
La casa fue construida por Sid Abdelkrim Lebbadi, gobernador de la ciudad de Tetuán antes y durante el Protectorado Español. Fue legada en herencia a todos los descendientes varones del linaje Lebbadi, siendo los últimos en recibirla los hijos y nietos de Sid Abdeslam Lebbadi, ilustre personaje de Tetuán y Tánger, cercano a la Corona marroquí.

## Historia
Dar Lebbadi fue construida en 1903 por Abdelkrim Lebbadi, entonces gobernador de la ciudad de Tetuán. Es una de las casas más grandes de la Médina

## Arquitectura
Tiene un estilo Marroquí Andaluz tradicional del siglo XVII. Tiene un patio central con 12 arcos y pilares y refleja la influencia del arte europeo en su decoración, combinando elementos del estilo neoclásico, art nouveau, neogótico y neoislámico.